# Joseph Organ
Joseph Organ (Joseph LeRoy Organ; * 12. Juli 1891 in Sharon, Pennsylvania; † Juli 1966 ebd.) war ein US-amerikanischer Marathonläufer.
1920 wurde er beim US-Ausscheidungsrennen für die Olympischen Spiele in Antwerpen Zweiten hinter dem Finnen Hannes Kolehmainen in 2:51:07 h. Beim olympischen Marathon siegte Kolehmainen in 2:32:36 h, während Organ in 2:41:30 h als bester Amerikaner Siebter wurde.
Weitere Marathonergebnisse von Organ sind nicht überliefert.